# Uthman Taha
Pour les articles homonymes, voir Taha.
Uthman ibn Abduh ibn Husayn ibn Taha Türkmeni (or Uthman Taha, arabe : عثمان طه), né en 1934 à Alep en Syrie, est un calligraphe syrien et saoudien. Ses ancêtres descendaient d'immigrants kazakhs du Turkestan, qui ont déménagé en Syrie.
Après avoir obtenu son bachelor en Chari’ah auprès de l'Université de Damas, il étudie la langue arabe, arts décoratifs islamiques, et la peinture. Il obtient sa licence (turc : icazet) en calligraphie du maître Hamid al-Amidi. Il suit aussi l'enseignement de calligraphie de Muhammad Ali al-Mawlawi, Ibrahim al-Rifa’i (Alep), Muhammad Badawi al-Diyrani (Damas) et Hashim al-Baghdadi.
Il a calligraphié son premier exemplaire de « Mus'haf » (copie manuscrite du Coran) en 1970. En 1988 il se rend en Arabie saoudite et est nommé calligraphe au Complexe du roi Fahd pour l'impression du Saint Coran à Médine. La même année il devient membre du jury international du Arabic Calligraphy Award qui se tient tous les trois ans à Istanbul.
Durant ses 18 premières années au Complexe du roi Fahd, Uthman a manuscrit quatre « Mus'haf », et plus de 200 millions d'exemplaires ont été distribués dans le monde. Depuis 2000, il a manuscrit 12 « Mus'haf »,. Un « Mus'haf » exige d'habitude trois ans de rédaction et une année de révision et correction.
Il a obtenu la nationalité saoudienne en décembre 2021.